# Słonawy (stacja kolejowa)
Słonawy – stacja kolejowa w Słonawach na linii kolejowej nr 381 Oborniki Wielkopolskie - Wronki, w województwie wielkopolskim.

## Historia
Odcinek z Jaryszewa Obornickiego do Obornik Wielkopolskich otwarto 1 lipca 1910 jako kontynuację otwartego 1 lutego 1910 szlaku z Wronek do Jaryszewa. Ruch pasażerski odbywał się tutaj (z przerwami wojennymi) do 1991. Ruch towarowy ze Słonaw do Obrzycka wstrzymano w 1994, a w 2000 (w dwóch etapach) zamknięto pozostałe odcinki. W 2005 odcinek skreślono z wykazu linii kolejowych. W 2008 linia została rozebrana na terenie gminy Oborniki, w tym w Słonawach.
Od 1994 do końca istnienia ruchu towarowego odcinek z Obornik Wielkopolskich funkcjonował jako bocznica (oficjalnie do 31 grudnia 1999, ale ruch ustał wcześniej). Obsługę trakcyjną zapewniały najczęściej lokomotywy serii SM42. Z usług kolei korzystały Wielkopolskie Fabryki Mebli i skład drewna. Przywożono też węgiel.

## Architektura
Budynek stacyjny usytuowano na 4,548 kilometrze szlaku. Wzniesiono go w 1929, jako murowany, z cegły. Jest dwukondygnacyjny, podpiwniczony i częściowo otynkowany. Stropy są drewniane, z wyjątkiem murowanego w piwnicy. Dach jest konstrukcji drewnianej i pokryto go dachówkami. Łączna kubatura obiektu wynosi 1374 m³, a powierzchnia użytkowa - 320 m². Budynek wpisano do rejestru zabytków i jest zamieszkany.